# 李海燕 (职业教育专家)
李海燕（1961年—），河南太康人，汉族，中华人民共和国职业教育专家、政治人物，河南周口科技职业学院院长，第十二届全国人民代表大会河南地区代表。
毕业于中央广播电视大学汉语言文学专业。2008年起担任全国人大代表。2013年，担任全国人大代表。